# Уилфрид Заха
Дазе Уилфред Армел Заха (на английски: Dazet Wilfried Armel Zaha; роден на 10 ноември 1992 г.) е професионален футболист, играещ за американския клуб Шарлът и за националния отбор на Кот д' Ивоар.